# タムソフト
株式会社タムソフト（英: TAMSOFT CORPORATION）は、東京都台東区浅草に本社を置く日本のコンピュータゲームソフト開発会社。コンピュータエンターテインメント協会正会員。

## 概要
1992年6月26日設立。主な事業内容は、コンピュータゲームソフトの受託開発である。国内外のメーカー各社からの元受けにて多数のタイトルを企画・開発している。「やりすぎぐらいがちょうどいい」をモットーとし、キャラクタービジュアルにこだわったゲームソフトの開発を得意としている。
1990年代には、タカラ（後のタカラトミー）の「闘神伝シリーズ」や「チョロQシリーズ」のゲーム開発を多数担当。1998年には、初の自社パブリッシュ作となる『Knight & Baby』を発売。
2000年代初頭には、ディースリー・パブリッシャーの1,500円 - 2,960円の廉価ソフト「SIMPLEシリーズ」のタイトルを多数開発していたことから「安かろう悪かろう」というイメージが強かったが、この頃より『お姉チャンバラ』のようにフルプライスタイトルとしてシリーズIP化したタイトルも出てくるなど、SIMPLE2000からの脱却を図るようになっていった。
2010年以後は、ディースリー・パブリッシャーの「ドリームクラブシリーズ」や、マーベラスの「閃乱カグラシリーズ」などの企画・開発を行い、これらもシリーズIP化を果たしている。既存メジャーIPのゲーム開発も手掛けており、コンパイルハートの「ネプテューヌシリーズ」のスピンオフタイトルや、アクアプラスの「うたわれるものシリーズ」のスピンオフタイトルの開発も同社である。2018年1月にバンダイナムコエンターテインメントより発売された『銀魂乱舞』や、2020年8月にバンダイナムコエンターテインメントより発売された『キャプテン翼 RISE OF NEW CHAMPIONS』もタムソフトの開発である。

## 主な開発タイトル
| 発売年   | 作品名                                                                             | 発売元                                                                                 | プラットフォーム           |
| -------- | ---------------------------------------------------------------------------------- | -------------------------------------------------------------------------------------- | -------------------------- |
| 1992     | 熱闘サムライスピリッツ                                                             | タカラ                                                                                 | GB                         |
| 1994     | 闘神伝                                                                             | タカラ（日本） Sony Computer Entertainment（北米） Sony Computer Entertainment（欧州） | PS                         |
| 1995     | スチームギアマッシュ                                                               | タカラ                                                                                 | SS                         |
| 1995     | 闘神伝2                                                                            | カプコン（日本、AC版） タカラ（日本、PS版） Playmates Interactive（北米）              | AC/PS                      |
| 1996     | チョロQ                                                                            | タカラ（日本） Sony Computer Entertainment（欧州）                                     | PS                         |
| 1996     | 闘神伝2Plus                                                                        | タカラ                                                                                 | PS                         |
| 1996     | チョロQ ver1.02                                                                    | タカラ                                                                                 | PS                         |
| 1996     | 闘神伝3                                                                            | タカラ（日本） Playmates Interactive（北米・欧州）                                     | PS                         |
| 1997     | チョロQ2                                                                           | タカラ                                                                                 | PS                         |
| 1998     | チョロQ3                                                                           | タカラ                                                                                 | PS                         |
| 1998     | アバラバーン                                                                       | タカラ                                                                                 | PS                         |
| 1998     | Knight & Baby                                                                      | タムソフト（日本） アクティビジョン（北米・欧州）                                      | PS                         |
| 1999     | SIMPLE1500シリーズ THE レース                                                      | ディースリー・パブリッシャー                                                           | PS                         |
| 1999     | SIMPLE1500シリーズ THE ブロックくずし                                              | ディースリー・パブリッシャー                                                           | PS                         |
| 1999     | SIMPLE1500シリーズ THE ボーリング                                                  | ディースリー・パブリッシャー                                                           | PS                         |
| 2000     | ブロックくずし2                                                                    | タムソフト                                                                             | PS                         |
| 2000     | SIMPLE1500シリーズ THE ブロックくずし2                                             | ディースリー・パブリッシャー                                                           | PS                         |
| 2000     | オレが監督だ! 〜激闘ペナントレース〜                                               | エニックス                                                                             | PS2                        |
| 2000     | Dog of Bay                                                                         | マーベラスエンターテイメント                                                           | PS2                        |
| 2001     | SIMPLE1500シリーズ ハローキティ vol.1 ボーリング                                   | ディースリー・パブリッシャー                                                           | PS                         |
| 2001     | SIMPLE1500シリーズ ハローキティ vol.2 イラストパズル                               | ディースリー・パブリッシャー                                                           | PS                         |
| 2001     | D.N.A. 〜Dark Native Apostle〜                                                     | ハドソン                                                                               | PS2                        |
| 2001     | SIMPLE1500シリーズ ハローキティ vol.3 ブロックくずし                               | ディースリー・パブリッシャー                                                           | PS                         |
| 2002     | いただきストリート3 億万長者にしてあげる! 〜家庭教師つき!〜                        | エニックス                                                                             | PS2                        |
| 2002     | オレが監督だ! Volume.2〜激闘ペナントレース                                         | エニックス                                                                             | PS2                        |
| 2002     | SIMPLE2000シリーズ THE ブロックくずし HYPER                                        | ディースリー・パブリッシャー                                                           | PS2                        |
| 2002     | SIMPLE2000シリーズ THE ボクシング 〜REAL FIST FIGHT〜                              | ディースリー・パブリッシャー                                                           | PS2                        |
| 2002     | SIMPLE2000シリーズUltimate 最速!族車キング 〜仏恥義理伝説〜                        | ディースリー・パブリッシャー                                                           | PS2                        |
| 2002     | ゼロヨンチャンプシリーズ ドリフトチャンプ                                          | ハドソン                                                                               | PS2                        |
| 2002     | パワースマッシュ2                                                                  | セガ                                                                                   | PS2                        |
| 2002     | SIMPLE2000シリーズ THE ダンジョンRPG 忍 〜魔物の棲む城〜                           | ディースリー・パブリッシャー                                                           | PS2                        |
| 2003     | SIMPLE2000シリーズ Ultimate ラブ★アッパー!                                         | ディースリー・パブリッシャー                                                           | PS2                        |
| 2003     | SIMPLE2000シリーズ THE ボウリングHYPER                                             | ディースリー・パブリッシャー                                                           | PS2                        |
| 2003     | SIMPLE2000シリーズ Ultimate 最強!白バイキング SECURITY POLICE                      | ディースリー・パブリッシャー                                                           | PS2                        |
| 2003     | SIMPLE2000シリーズ THE プロ野球〜2003ペナントレース〜                              | ディースリー・パブリッシャー                                                           | PS2                        |
| 2003     | SIMPLE2000シリーズ THE ストリートバスケ 3on3                                       | ディースリー・パブリッシャー                                                           | PS2                        |
| 2003     | SIMPLE2000シリーズ 狂走!単車キング〜喝斗美!罵離罵離伝説〜                          | ディースリー・パブリッシャー                                                           | PS2                        |
| 2003     | SIMPLE2000シリーズ ラブ★ピンポン                                                   | ディースリー・パブリッシャー                                                           | PS2                        |
| 2004     | SIMPLE2000シリーズ ラブ★エアロビ                                                   | ディースリー・パブリッシャー                                                           | PS2                        |
| 2004     | SIMPLE2000シリーズ THE タクシー 〜運転手は君だ〜                                   | ディースリー・パブリッシャー                                                           | PS2                        |
| 2004     | SIMPLE2000シリーズ THE 合戦関ヶ原                                                  | ディースリー・パブリッシャー                                                           | PS2                        |
| 2004     | SIMPLE2000シリーズ THE 大美人                                                      | ディースリー・パブリッシャー                                                           | PS2                        |
| 2004     | SIMPLE2000シリーズ THE 戦艦                                                        | ディースリー・パブリッシャー                                                           | PS2                        |
| 2004     | SIMPLE2000シリーズ THE 大海獣                                                      | ディースリー・パブリッシャー                                                           | PS2                        |
| 2004     | SIMPLE2000シリーズ THE キャットファイト 女猫伝説                                   | ディースリー・パブリッシャー                                                           | PS2                        |
| 2004     | SIMPLE2000シリーズ THE プロ野球2004                                                | ディースリー・パブリッシャー                                                           | PS2                        |
| 2004     | SIMPLE2000シリーズ THE お姉チャンバラ                                              | ディースリー・パブリッシャー                                                           | PS2                        |
| 2004     | SIMPLE2000シリーズ THE もぎたて水着!女まみれの水泳大会                             | ディースリー・パブリッシャー                                                           | PS2                        |
| 2004     | SIMPLE2000シリーズ THE キョンシーパニック                                          | ディースリー・パブリッシャー                                                           | PS2                        |
| 2004     | SIMPLE2000シリーズ 喧嘩上等!ヤンキー番長〜昭和99年の伝説〜                         | ディースリー・パブリッシャー                                                           | PS2                        |
| 2004     | SIMPLE2000シリーズ THE 逃走ハイウェイ〜名古屋-東京〜                               | ディースリー・パブリッシャー                                                           | PS2                        |
| 2005     | エレメンタルジェレイド 纏え、翠風の剣                                              | タイトー                                                                               | PS2                        |
| 2005     | SIMPLE2000シリーズ THE 西遊闘猿伝                                                  | ディースリー・パブリッシャー                                                           | PS2                        |
| 2005     | SIMPLE2000シリーズ 超最速!族車キングBUのBU                                         | ディースリー・パブリッシャー                                                           | PS2                        |
| 2005     | SIMPLE2000シリーズ THE お姉チャンプルゥ                                            | ディースリー・パブリッシャー                                                           | PS2                        |
| 2005     | SIMPLE2000シリーズ アッコにおまかせ! THE パーティークイズ                          | ディースリー・パブリッシャー                                                           | PS2                        |
| 2005     | SIMPLE2000シリーズ THE 戦娘                                                        | ディースリー・パブリッシャー                                                           | PS2                        |
| 2005     | SIMPLE2000シリーズ THE お姉チャンバラ2                                             | ディースリー・パブリッシャー                                                           | PS2                        |
| 2006     | SIMPLE2000シリーズ 降臨!族車ゴッド〜仏恥義理★愛羅武勇〜                            | ディースリー・パブリッシャー                                                           | PS2                        |
| 2006     | SIMPLE2500シリーズ THEブロックくずしクエスト〜DragonKingdom〜                      | ディースリー・パブリッシャー                                                           | PSP PS2                    |
| 2006     | SIMPLE2000シリーズ THE お姉チャンポン                                              | ディースリー・パブリッシャー                                                           | PS2                        |
| 2006     | SIMPLE2000シリーズ THE 歩兵〜戦場の犬たち〜                                        | ディースリー・パブリッシャー                                                           | PS2                        |
| 2006     | SIMPLE2000シリーズ THE タクシー2〜運転手はやっぱり君だ!〜                          | ディースリー・パブリッシャー                                                           | PS2                        |
| 2006     | SIMPLE2000シリーズ THE 逃亡プリズナー〜ロスシティ 真実への10時間〜                 | ディースリー・パブリッシャー                                                           | PS2                        |
| 2006     | お姉チャンバラvortex〜忌み血を継ぐ者たち〜                                         | ディースリー・パブリッシャー                                                           | XB360                      |
| 2006     | SIMPLE2000シリーズ THE 逃走ハイウェイ2〜ROAD WARRIOR 2050〜                        | ディースリー・パブリッシャー                                                           | PS2                        |
| 2007     | SIMPLE2000シリーズ Vol.113 THE大量地獄                                             | ディースリー・パブリッシャー                                                           | PS2                        |
| 2007     | SIMPLE2000シリーズ Vol.114 THE女岡っピチ捕物帳〜お春ちゃんGOGOGO!〜獄              | ディースリー・パブリッシャー                                                           | PS2                        |
| 2007     | SIMPLE2500シリーズPortable!! vol.9 THEマイ・タクシー                               | ディースリー・パブリッシャー                                                           | PSP                        |
| 2007     | チョコ犬のスィーツデパート 〜パティシエ育成シミュレーションゲーム〜                | TDKコア                                                                                | DS                         |
| 2007     | こころが目覚める男たちの塗り絵DS                                                   | アーテイン                                                                             | DS                         |
| 2007     | SIMPLE2000シリーズ Vol.118 THE落武者〜怒獲武サムライ登場〜                         | ディースリー・パブリッシャー                                                           | PS2                        |
| 2007     | SIMPLE DSシリーズ Vol.20 THE戦艦                                                   | ディースリー・パブリッシャー                                                           | DS                         |
| 2007     | SIMPLE DSシリーズ Vol.21 THE歩兵                                                   | ディースリー・パブリッシャー                                                           | DS                         |
| 2007     | SIMPLE2000シリーズ Vol.120 THE最後の日本兵                                         | ディースリー・パブリッシャー                                                           | PS2                        |
| 2007     | SIMPLE DSシリーズ Vol.22 THEゼロヨン★深夜                                          | ディースリー・パブリッシャー                                                           | DS                         |
| 2007     | SIMPLE DSシリーズ Vol.29 THEスポーツ大集合                                         | ディースリー・パブリッシャー                                                           | DS                         |
| 2008     | お姉チャンバラRevolution                                                           | ディースリー・パブリッシャー                                                           | Wii                        |
| 2008     | SIMPLE DS Vol.34 THE 歯医者さん                                                    | ディースリー・パブリッシャー                                                           | DS                         |
| 2008     | SIMPLE DSシリーズ Vol.39 THE 消防隊                                                | ディースリー・パブリッシャー                                                           | DS                         |
| 2008     | のりもの王国DS                                                                     | ディースリー・パブリッシャー                                                           | DS                         |
| 2008     | SIMPLEWii2000 Vol.2 THEパーティゲーム                                              | ディースリー・パブリッシャー                                                           | Wii                        |
| 2008     | 野獣刑事 東京同時多発テロを鎮圧せよ!                                               | サクセス                                                                               | DS                         |
| 2008     | アンノウンソルジャー木馬の咆哮                                                     | ディースリー・パブリッシャー                                                           | DS                         |
| 2008     | 一騎当千 Eloquent Fist                                                             | マーベラスエンターテイメント                                                           | PSP                        |
| 2008     | @SIMPLEシリーズVol.1 THE ブロックくずしneo                                         | ディースリー・パブリッシャー                                                           | Wiiウェア                  |
| 2008     | 恋するプリン! 〜恋は大冒険! Dr.カンミの野望!?〜                                    | トライファースト                                                                       | DS                         |
| 2008     | @SIMPLEシリーズVol.2 THE ナンバーパズルneo                                         | ディースリー・パブリッシャー                                                           | Wiiウェア                  |
| 2009     | 魔女になる。                                                                       | トライファースト（日本） ナツメ（北米）                                                | DS                         |
| 2009     | ドリームクラブ                                                                     | ディースリー・パブリッシャー                                                           | XB360                      |
| 2009     | SIMPLE2500シリーズ Potable!! Vol.12 THE 歩兵2〜戦友よ、先に逝け〜。                | ディースリー・パブリッシャー                                                           | PSP                        |
| 2009     | Family Party: 30 Great Games – Outdoor Fun                                         | D3 Publisher（北米・欧州）                                                             | Wii                        |
| 2009     | @SIMPLEシリーズVol.5 THE 柔道                                                      | ディースリー・パブリッシャー                                                           | Wiiウェア                  |
| 2009     | 匠レストランは大繁盛!                                                              | ドラス                                                                                 | Wii                        |
| 2009     | SIMPLE2500シリーズ Potable!! Vol.13 THE 悪魔ハンターズ〜ヱクソシスター〜           | ディースリー・パブリッシャー                                                           | PSP                        |
| 2010     | Family Party: 30 Great Games – Winter Fun                                          | ディースリー・パブリッシャー（北米・欧州）                                             | Wii                        |
| 2010     | 一騎当千 XROSS IMPACT                                                              | マーベラスエンターテイメント                                                           | PSP                        |
| 2010     | Family Party: Fitness Fun                                                          | ディースリー・パブリッシャー（北米・欧州）                                             | Wii                        |
| 2010     | ドリームクラブPotable                                                              | ディースリー・パブリッシャー                                                           | PSP                        |
| 2010     | Family Party: 90 Great Games Party Pack                                            | ディースリー・パブリッシャー（北米） バンダイナムコゲームス（欧州）                    | Wii                        |
| 2011     | ドリームクラブZERO                                                                 | ディースリー・パブリッシャー                                                           | XB360                      |
| 2011     | お姉チャンバラSpecial                                                              | ディースリー・パブリッシャー                                                           | PSP                        |
| 2011     | 閃乱カグラ -少女達の真影-                                                          | マーベラスエンターテイメント                                                           | 3DS                        |
| 2011     | Doki Doki Pinball                                                                  |                                                                                        | Android                    |
| 2011     | CUBIC REVERSI                                                                      |                                                                                        | Android                    |
| 2011     | ドリームクラブZERO ポータブル                                                      | ディースリー・パブリッシャー                                                           | PS Vita                    |
| 2012     | お姉チャンバラZ〜カグラ〜                                                          | ディースリー・パブリッシャー                                                           | XB360                      |
| 2012     | Fishing 3D                                                                         | ディースリー・パブリッシャー                                                           | 3DS                        |
| 2012     | たっち、しよっ! 〜Love Application〜                                               | コンパイルハート                                                                       | PS3                        |
| 2012     | マージャン★ドリームクラブ                                                          | ディースリー・パブリッシャー                                                           | XB360/PS3                  |
| 2012     | 閃乱カグラ Burst -紅蓮の少女達-                                                    | マーベラスAQL（日本） Xseed Games（北米） マーベラスAQL（欧州）                        | 3DS                        |
| 2012     | ドリームクラブ コンプリートエディぴょん!                                           | ディースリー・パブリッシャー                                                           | PS3                        |
| 2013     | ドリームクラブ ZERO スペシャルエディぴょん!                                        | ディースリー・パブリッシャー                                                           | PS3                        |
| 2013     | 閃乱カグラ SHINOVI VERSUS -少女達の証明-                                           | マーベラスAQL（日本） Xseed Games（北米） Marvelous AQL（欧州）                        | PS Vita                    |
| 2013     | @SIMPLE DLシリーズ Vol.13 THE タクシー 〜僕はカリスマ運転手                        | ディースリー・パブリッシャー                                                           | 3DS                        |
| 2013     | 神次元アイドル ネプテューヌPP                                                      | コンパイルハート（日本） NIS America（北米・欧州）                                     | PS Vita                    |
| 2013     | お姉チャンバラZ〜カグラ〜 With NoNoNo!                                             | ディースリー・パブリッシャー                                                           | PS3                        |
| 2013     | @SIMPLE DLシリーズ Vol.22 THE 歩兵 〜戦場の犬たち〜                                | ディースリー・パブリッシャー                                                           | 3DS                        |
| 2014     | ドリームクラブ ホストガールオンステージ                                            | ディースリー・パブリッシャー                                                           | PS4                        |
| 2014     | ドリームクラブ Gogo.                                                               | ディースリー・パブリッシャー                                                           | PS3                        |
| 2014     | ＠SIMPLE Vシリーズ Vol.2 THE 逃走ハイウェイ フルブースト 〜名古屋-東京 激走4時間〜 | ディースリー・パブリッシャー                                                           | PS Vita                    |
| 2014     | To LOVEる‐とらぶる‐ ダークネス バトルエクスタシー                                  | フリュー                                                                               | PS Vita                    |
| 2014     | ソニプロ                                                                           | イメージエポック                                                                       | 3DS                        |
| 2014     | 閃乱カグラ2 -真紅-                                                                 | マーベラス（日本） XSeed Games（北米）                                                 | 3DS                        |
| 2014     | 超次元アクション ネプテューヌU                                                     | コンパイルハート                                                                       | PS Vita                    |
| 2014     | お姉チャンバラZ2 カオス                                                            | ディースリー・パブリッシャー                                                           | PS4                        |
| 2015     | 閃乱カグラ ESTIVAL VERSUS -少女達の選択-                                           | マーベラス                                                                             | PS4/PS Vita/PC             |
| 2015     | 夏色ハイスクル★青春白書                                                            | ディースリー・パブリッシャー                                                           | PS3/PS4                    |
| 2015     | 激次元タッグ ブラン+ネプテューヌVSゾンビ軍団                                       | コンパイルハート                                                                       | PS Vita                    |
| 2016     | 閃乱カグラ ESTIVAL VERSUS -少女達の選択- 桜 EDITION                                | マーベラス                                                                             | PS4/PC                     |
| 2017     | SG/ZH School Girl/Zombie Hunter                                                    | ディースリー・パブリッシャー（日本） Aksys Games（北米）                               | PS4/PC                     |
| 2017     | 新星抜擢 ドライブガールズ                                                          | バーグサラ・ライトウェイト                                                             | PS Vita                    |
| 2017     | 四女神オンライン CYBER DIMENSION NEPTUNE                                           | コンパイルハート（日本） Idea Factory International（北米・欧州）                      | PS4/PC                     |
| 2017     | 閃乱カグラ PEACH BEACH SPLASH                                                      | マーベラス（日本） Xseed Games（北米）                                                 | PS4/PC                     |
| 2017     | シノビリフレ -SENRAN KAGURA-                                                       | マーベラス（日本） Xseed Games（北米・欧州）                                           | Switch/PC                  |
| 2018     | しあわせ荘の管理人さん。                                                           | ディースリー・パブリッシャー                                                           | PS4                        |
| 2018     | 銀魂乱舞                                                                           | バンダイナムコエンターテインメント                                                     | PS4/PS Vita                |
| 2018     | 閃乱カグラ Burst Re:Newal                                                          | マーベラス（日本） Xseed Games（北米） Zen United（欧州）                              | PS4                        |
| 2018     | うたわれるもの斬                                                                   | アクアプラス                                                                           | PS4                        |
| 2019     | PEACH BALL 閃乱カグラ                                                              | マーベラス                                                                             | Switch/PC                  |
| 2019     | お姉チャンバラ ORIGIN                                                              | ディースリー・パブリッシャー                                                           | PS4/PC                     |
| 2020     | キャプテン翼 RISE OF NEW CHAMPIONS                                                 | バンダイナムコエンターテインメント                                                     | PS4/Switch/PC              |
| 2021     | うたわれるもの斬2                                                                  | アクアプラス                                                                           | PS4/PS5                    |
| 2021     | 閃乱忍忍忍者大戦ネプテューヌ -少女達の響艶-                                        | コンパイルハート                                                                       | PS4                        |
| 2021     | MELTY BLOOD: TYPE LUMINA                                                           | ディライトワークス                                                                     | PC（開発協力）             |
| 2022     | 閃乱忍忍忍者大戦ネプテューヌ -少女達の響艶-                                        | コンパイルハート                                                                       | Switch/PC                  |
| 2025     | BLEACH Rebirth of Souls                                                            | バンダイナムコエンターテインメント                                                     | PS4/PS5/Xbox Series X/S/PC |
| 時期未定 | 国防挺身少女 日之丸子                                                              | Pikki                                                                                  | Switch/PS4                 |

## 主要取引先
過去のものも含む。
- アイディアファクトリー[3]
- アクアプラス[4]
- エニックス[5]
- コナミ[6] → コナミデジタルエンタテインメント[7]
- サクセス[7]
- セガ・エンタープライゼス[5]
- ソニー・コンピュータエンタテインメント → ソニー・インタラクティブエンタテインメント[5][8]
- タイトー[6]
- タカラ[5]
- ディースリー・パブリッシャー[6]
- トライファースト[7]
- ハドソン[5]
- バンダイナムコエンターテインメント[9]
- マーベラスエンターテイメント → マーベラスAQL → マーベラス[5][10]